# Cecità da neve
La cecità da neve è una patologia all'apparato visivo che si verifica a seguito di esposizione continua e prolungata al riflesso dei raggi ultravioletti dalla superficie della neve.
I microcristalli che costituiscono i fiocchi di neve riflettono la componente ultravioletta della luce, che colpisce direttamente e ripetutamente la cornea (che funge da lente per l'apparato visivo) e provoca una infiammazione della stessa.
I sintomi sono lacrimazione eccessiva, dolore fino a cecità parziale o totale momentanea. Tali sintomi non sono generalmente permanenti e regrediscono rapidamente entro una settimana, se si evita l'esposizione alla luce e se si fa uso di occhiali che proteggono integralmente dai raggi UV.